# الدوري الهندوراسي الدرجة الأولى لكرة القدم 1982–83
الدوري الهندوراسي الدرجة الأولى لكرة القدم 1982–83 هو موسم من الدوري الهندوراسي الدرجة الأولى لكرة القدم. فاز فيه نادي ديبورتيفو أوليمبيا.